# Aricia nicias
Aricia nicias là một loài bướm ngày thuộc họ Lycaenidae. Nó được tìm thấy ở Anpơ, Pyrenees và from Scandinavia ranging to Siberia và phía bắc của Mông Cổ.
Sải cánh dài 25–28 mm. Chúng bay từ tháng 5 đến tháng 8 tùy theo địa điểm.
Ấu trùng ăn Geranium species.

## Hình ảnh

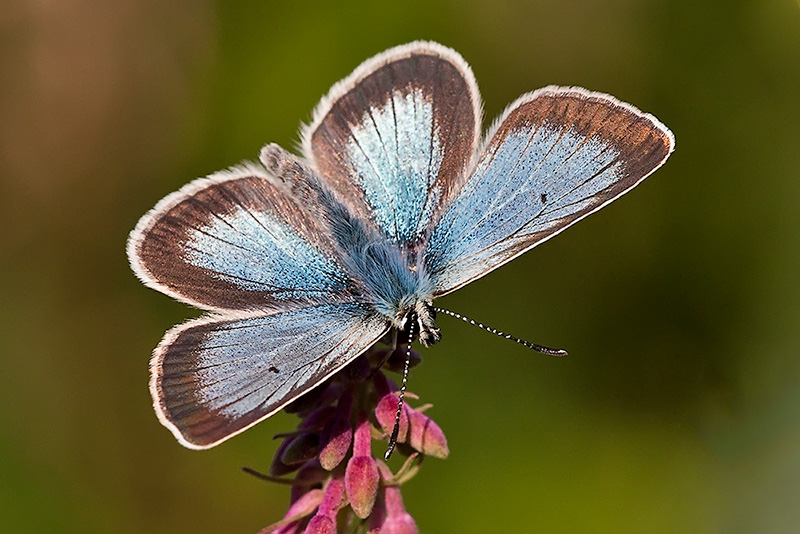